# Valentinit
Valentinit je antimonov oksid Sb2O3, ki kristalizira v ortorombskem kristalnem sistemu. Za kristale so značilni žarkasti skupki ali vlaknate mase. Kristali so brezbarvni do beli, včasih tudi rumenkasti ali rdečkasti. Njihova trdota po Mohsovi lestvici je 2,5 – 3, gostota pa 5,76 g/cm3. Valentinit je oksidacijski produkt antimonita (stibnita),zato se pogosto pojavlja skupaj z njim. Valentinit je dimorfen s kubičnim antimonovim oksidom senarmonitom.

## Zgodovinski podatki
Mineral so sredi 19. stoletja poimenovali po Baziliju Valentinu, alkimistu in kanoniku benediktinskega samostana svetega Petra v Erfurtu v Nemčiji, ki je živel v 15. stoletju. Valentin je bil verjetno avtor prve knjige, v kateri je podrobno opisan antimon in njegove spojine. Iz vsebine knjige je razvidno, da je Valentin poznal tudi pripravo sintetičnega antimonovega trioksida, katerega je imenoval antimonov cvet.
Valentinit je bil prvič opisan leta 1845 na njegovem tipskem nahajališču Les Chalanches v pokrajini  Isère v Franciji. Pibližno v istem času so ga opisali tudi v Příbramu  na Češkem, kjer je najdišče najlepših kristalov tega minerala. Največji najdeni kristal je meril skoraj 3 cm. Bogati skupki valentinita se najdejo tudi v žilnih votlinah skupaj z galenitom. 

## Nahajališča
Valentinit je produkt preperevanja v hidrotermalnih žilah, ki vsebujejo antimon, kjer nastaja kot sekundarni mineral z oksidacijo zgornjih delov skladov. Mineral pogosto spremljajo antimonit, samorodni antimon, stibiokonit, cervantit, kermezit in tetraedrit.
Bogata nahajališča valentinita v alžirski provinci Constantine. Valentinit se edino na tem nahajališču koplje kot antimonova ruda s približno 83% antimona. Na vseh drugih nahajališčih so količine valentinita zanemarljivo majhne.
V Sloveniji so ga skupaj s fluoritom in antimonitom našli na nahajališču Potok pod Blegošem med Poljansko in Selško dolino.